# Thallumetus simoni
Thallumetus simoni är en spindelart som beskrevs av Willis J. Gertsch 1945. Thallumetus simoni ingår i släktet Thallumetus och familjen kardarspindlar.
Artens utbredningsområde är Guyana. Inga underarter finns listade i Catalogue of Life.